# Тоом, Яна
Яна Тоом (эст. Jana Toom, урождённая Яна Игоревна Черногорова; род. 15 октября 1966, Таллин) — эстонский политический деятель. Заместитель председателя Центристской партии. Депутат Европейского парламента с 2014 года. В прошлом — депутат Рийгикогу (2011—2014).

## Биография
Окончила в 1983 году Таллинскую школу № 26, в 1983—1987 годы училась в Тартуском государственном университете на факультете русской филологии, но не закончила учёбу в связи с рождением ребёнка (отучилась три курса). Работала журналистом в ряде русскоязычных газет: «Молодёжь Эстонии», «День за днём», «Вести недели» и «Столица» (в трёх последних была главным редактором). Работала в Таллинской городской управе (мэрии) в отделе по связям с общественностью. В 2010—2011 годы занимала должность вице-мэра Таллина по вопросам культуры, образования и спорта, в 2011—2014 годы — депутат Рийгикогу (парламента) от Центристской партии Эстонии.
По результатам выборов в Европейский парламент 2014 года набрала 25 263 голоса, что стало рекордом для Центристской партии Эстонии, и была избрана депутатом. В Европарламенте Яна Тоом, в частности, выступала докладчиком по следующим вопросам: «Доклад об образовании в цифровую эпоху: вызовы, возможности и уроки для выработки политики ЕС», а также «Доклад о Европейском семестре координации экономической политики: Аспекты, связанные с занятостью и социальной сферой, в Ежегодном исследовании роста 2017».
В 2016 году Яна Тоом выступила с инициативой сбора подписей под петицией об избирательных правах неграждан в Эстонии и Латвии. Петиция собрала более 20 тысяч подписей и была рассмотрена в Комитете по петициям Европейского парламента в апреле 2018 года.
По версии эстонских изданий DELFI и Eest Päevaleht в 2018 году Тоом занимала первое место в рейтинге наиболее влиятельных русскоязычных политиков Эстонии.
По результатам выборов в Европейский парламент 2019 года переизбрана.
По результатам парламентских выборов 2023 года избрана депутатом Рийгикогу XV созыва, но отказалась от мандата, чтобы остаться депутатом Европейского парламента. Её место занял бывший мэр Нарвы Алексей Евграфов.
Так как Михаил Кылварт принял решение не идти в евродепутаты, то вместо него продолжила работу депутата Яна Тоом.

## Семья
Дочь политика периода ЭССР и независимой Эстонии Маргариты Черногоровой, урождённой Томсон, ныне члена Таллинского городского собрания. Тоом имеет русские и эстонские корни, но считает себя русской. Эстонским языком владеет на уровне родного. Также бегло говорит по-английски.
После первого брака оставила девичью фамилию, но использовала в качестве псевдонима фамилию мужа Литвинова. Фамилия Тоом получена во втором браке. В начале 1990-х годов уехала вслед за мужем в Россию и приняла российское гражданство, но после вернулась в Эстонию. В 2006 году получила гражданство Эстонии за особые заслуги, то есть без экзаменов, по предложению Эдгара Сависаара (в тот момент — министра экономики и коммуникаций).

## Критика
В апреле 2012 года Полиция безопасности Эстонии выпустила ежегодник, в котором открыто обвинила трёх членов Центристской партии в деятельности против эстонского государства: те поддерживали защиту образования на русском языке. Тоом в мае 2012 года подала в суд на Полицию безопасности, требуя прекратить доступ к её личным данным и извиниться за клевету в её адрес. В 2014 году суд частично удовлетворил требования Тоом: суд счёл, что политика сохранения русскоязычного языкового пространства не способствует интеграции и может привести к напряженности в национальных отношениях и к угрозам безопасности, но, по оценке суда, Тоом всё-таки была вправе выступать против частичного перехода русских школ на эстонский язык обучения, так как свобода слова защищает и её право высказывать неприятную точку зрения.
В 2013 году в интервью корреспондентке журнала «Русский репортёр» Яна Тоом, отвечая на вопрос, кто победит в противостоянии между эстонским и русским языками, заявила, что эстонский не может победить. «Носителей этого языка девятьсот тысяч. Это вымирающий язык, вымирающая нация — вот в чём суть». Вырванная из контекста фраза про «вымирающий язык» долгое время использовалась для критики политика.
Тоом неоднократно успешно подавала во внесудебный орган — Совет по прессе — жалобы, которые касались нарушения требований Кодекса журналистской этики в посвящённых ей материалах.
С 2015 по 2018 год Тоом в качестве депутата Европарламента принимала участие в российском ток-шоу «Вечер с Владимиром Соловьевым», что неоднозначно воспринимается националистическим спектром[уточнить] эстонской политики.

### Профили
- Профиль на сайте NewsBalt.ru (рус.)
- Профиль на сайте Рийгикогу
- Официальный сайт Яны Тоом

### Статьи
- Единственная в Эстонии династия политиков-женщин: нерассказанная история Яны Тоом 12 октября 2017
- Vana foto avab Yana Toomi perekonna rääkimata loo (эст.)
- Halduskohus arutab Yana Toomi kaebust kaitsepolitsei vastu, Delfi, 21. oktoober 2012 (эст.)
- Berit-Helena Lamp «Yana Toom vene ajakirjanikule: eesti keel on väljasurev keel» Postimees, 1. veebruar 2013 (эст.)
- Raul Rebane «Antitoom (Toomi-järgne Eesti)» Postimees, 22. veebruar 2013 (эст.)